# Hermann Pemsel

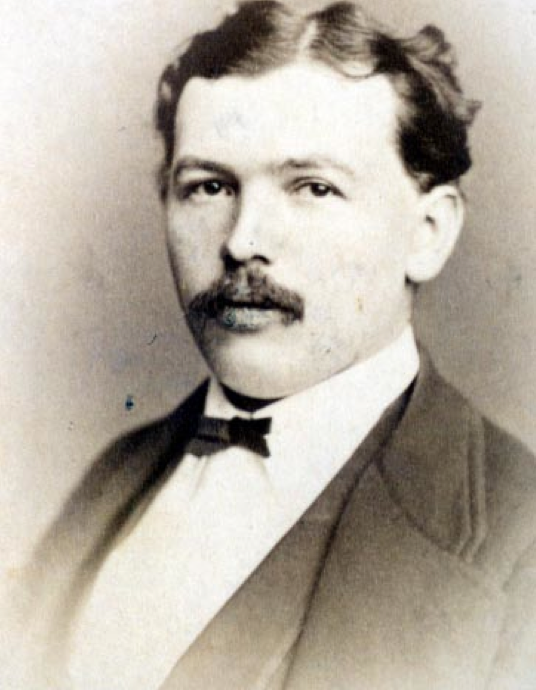
Karl Wilhelm Hermann Pemsel (1869)

Karl Wilhelm Hermann Pemsel (* 7. Dezember 1841 in Naila; † 20. November 1916 in München) war ein deutscher Jurist und Unternehmer. Er war Mitgründer und Aufsichtsrat der Münchener Rückversicherungs-Gesellschaft, Allianz Versicherungs-AG und der Allgemeinen Gesellschaft für Dieselmotoren und zugleich als Anwalt, zunächst in Nürnberg, seit 1878 in München tätig.

## Leben
Pemsel studierte Jura an der Friedrich-Alexander-Universität Erlangen und der Georg-August-Universität Göttingen. 1862 legte er in Erlangen das erste, 1865 das zweite juristische Staatsexamen ab und promovierte im selben Jahr summa cum laude zu einer handelsrechtlichen Arbeit. Pemsel wurde zunächst Konzipient in der Kanzlei des Vaters in Erlangen und war bei verschiedenen Gerichten tätig u. a. 1867–1869 in München, wo er sich als überzeugter Liberaler Verdienste in der Kampagne zur Freigabe der Advokatur erwarb. 1869 in die Kanzlei des Vaters nach Erlangen zurückgekehrt, wurde er 1870 zum Kgl. Advokaten ernannt und übernahm die Nürnberger Anwaltskanzlei Dr. Merck, bis dahin Rechtsvertreter des bayerischen Industriellen und Finanziers, des Reichsrats Theodor Freiherr von Cramer-Klett.
Merck ging 1870 auf Cramer-Kletts Wunsch nach München, um mit dessen Kapital und in Verbindung mit der Hausbank, der Darmstädter Bank für Handel und Industrie, das Privatbankhaus Merck, Christian & Co., später Merck Finck & Co, aufzubauen. Als Nachfolger von Merck bestellte Cramer-Klett Pemsel und erteilte ihm 1872 Generalvollmacht. Außerdem entsandte er ihn in die Aufsichtsräte mehrerer Unternehmen, die zu seiner Holding gehörten u. a. der Süddeutschen Bodencreditbank und der Maschinenbau-Actiengesellschaft Nürnberg, die 1896 mit der Augsburger Maschinenfabrik zur Maschinenfabrik Augsburg-Nürnberg (MAN) fusionierte.
Im Mai 1870 heiratete Pemsel Sophie Helbig aus Erlangen, Tochter des Besitzers der Henninger Brauerei in Erlangen, Wilhelm Helbig, mit der er seit 1867 verlobt gewesen war. 1872 wurde der Sohn Hermann, ein Jahr später der zweite Sohn Wilhelm und 1880 die Tochter Emmy geboren.
1878 folgte Pemsel Cramer-Klett nach München, wohin dieser seinen Wohnsitz verlegt hatte, um sich intensiver in der Kammer der Reichsräte engagieren zu können, und eröffnete eine Anwaltskanzlei. Im selben Jahr wurde die Advokatur in Bayern freigegeben und Pemsel zum Mitbegründer der Münchener Anwaltskammer, zu deren erstem Vorstand er gehörte.
Zusammen mit Cramer-Klett, dem Bankier und Industriellen Wilhelm Finck, dem Bankier und Politiker Friedrich von Schauß, dem Bankier Philipp Schmidt-Polex sowie dem Versicherungsagenten Carl von Thieme gehörte er 1880 zu den Gründern der Münchener Rückversicherungs-Gesellschaft und übernahm bis zu seinem Tode im Jahre 1916 den stellvertretenden Vorsitz des Aufsichtsrats. Nach dem Tode Cramer-Kletts 1884 wurde Pemsel einer der Vormünder von dessen 1874 geborenem Sohn und mit der Witwe, Wilhelm Finck, Friedrich Hensolt, Jean Kempf sowie Gustav von Schlör Verwalter des Cramer-Klettschen Vermögens. Pemsel war vor allem für die Werte in München und den Fideikommiss-Besitz, die Herrschaft Hohenaschau im Chiemgau, zuständig. 1885 erfolgte die Ernennung zum Kgl. Justizrat. Von 1888 bis 1916 war Pemsel auch Mitglied des Aufsichtsrats der Bayerischen Vereinsbank und 1890 Mitbegründer der Allianz Versicherungs-Aktiengesellschaft, in deren Aufsichtsrat er eintrat.
1895 entsandte die bayerische Regierung Pemsel in die „Kommission zur Begutachtung des Entwurfs eines Handelsgesetzbuchs“ nach Berlin. Für die erworbenen Verdienste um das Königreich Bayern wurde Pemsel am 27. Dezember 1895 der Titel Königlicher Geheimer Hofrat verliehen. Am 2. April 1903 folgte die Verleihung des Ritterkreuzes des Königlichen Verdienstordens der Bayerischen Krone und damit die Erhebung in den persönlichen Adelsstand.
Pemsel erwarb 1889 das Grundstück Georgenstr. 2 in Schwabing, auf dem er eine Stadtvilla im italienischen Stil errichten ließ, die die Süddeutsche Bauzeitung 1891 in einem Artikel vorstellte und als „eines der feinsten Familienhäuser Münchens“ bezeichnete. Im Jahr 1900 kaufte er als einer der ersten ein 78.000 m² großes Grundstück auf dem Höhenberg in Feldafing am Starnberger See, dessen Erschließung die Heilmann’sche Immobilien-Gesellschaft seit 1897 vorangetrieben hatte, und ließ sich dort eine repräsentative Sommervilla bauen. Die Villa kann als Baudenkmal für den Landhausstil des Fin de siècle gelten. Das Anwesen Georgenstr. 2 verkaufte er 1904 und zog in eine 16 Zimmer auf 800 Quadratmetern umfassende Etagenwohnung in dem Jugendstilhaus Friedrichstr. 18 in Schwabing um, das heute im Besitz der Reuschelbank ist.
Im Jahr 1900 gab Pemsel die Zulassung bei den Gerichten auf und zog sich damit aus dem anwaltlichen Tagesgeschäft zurück. 1911 starb seine Frau Sophie, mit 62 Jahren, und 1916 auch Hermann Pemsel, an einer Lungenentzündung.

## Leistungen
Die Leistungen Pemsels bestanden zunächst in seiner Mitwirkung als Generalbevollmächtigter an der Konsolidierung des Cramer-Klettschen industriellen und finanziellen Vermögens während der „Gründerkrise“ 1873–1879 sowie im gleichzeitigen Ausbau und der juristischen wie wirtschaftlichen Absicherung des Fideikommisses Hohenaschau. Weiterhin war er Consulent des Bayerischen Brauerbundes, gehörte dem Vorstand des Deutschen Anwaltvereins an und war Obmann des Münchener Anwaltvereins. Für den Deutschen Anwaltvereins verfasste er anlässlich der 1894 vom Preußischen Justizministerium erlassenen Zugangsbeschränkungen zum Anwaltsberuf einen „Bericht über die Zulässigkeit von Beschränkungen der freien Advokatur“ deren Zulässigkeit und Verhältnismäßigkeit er verneinte.
Durch ein Rechtsgutachten und persönliche Verhandlungen gelang es Pemsel 1889 einen jahrelang schwelenden Konflikt zwischen dem Königreich Bayern und dem Herzogtum Sachsen-Meiningen über die Verbindung der bayerischen Staatsbahnen mit der sächsischen Werrabahn zu einem für beide Seiten befriedigenden Ergebnis zu bringen. Das Herzogtum verlieh Pemsel dafür das Komturkreuz II. Klasse des Herzoglich Sachsen-Ernestinischen Hausordens der regierenden Herzöge von Sachsen-Meiningen und Sachsen-Coburg und Gotha. Er beteiligt sich am Entwurf für ein neues deutsches Handelsgesetzbuch im Herbst 1895 in Berlin im Auftrag des bayerischen Justizministeriums.
Pemsel wirkte mit in den Aufsichtsräten der Allgemeinen Gesellschaft für Dieselmotoren, Allianz Versicherungs-AG, Bayerische Vereinsbank, Deutsche Lebens- und Pensions-Versicherungs-Anstalt Anker, Heilmannsche Immobilien-Gesellschaft AG, Maschinenbau-Actiengesellschaft Nürnberg, Münchener Rückversicherungs-Gesellschaft sowie der Nationale Unfall-Versicherungs-Aktiengesellschaft, Budapest; Pomotsch, St. Petersburg; Providentia, Wien.
Besonders engagierte sich Pemsel für die beiden Versicherungsunternehmen, Münchener Rückversicherung und Allianz, an deren Gründung er nicht nur beteiligt war, sondern deren Geschicke von ihm maßgeblich durch seine Funktion im Aufsichtsrat mitgesteuert wurden. Grundlegend dafür war, dass die von Pemsel ausgearbeiteten Statuten, insbesondere der Münchener Rückversicherung, dem Aufsichtsrat weitreichende Genehmigungsvorbehalte und Entscheidungsbefugnisse einräumten, die dieser intensiv wahrnahm. Da im Fall der Münchener Rückversicherung alle Gründer, so auch Pemsel, zugleich mit hohen Einlagen am Grundkapital beteiligt waren, verschwamm die für Aktiengesellschaften typische Trennung von Eigentum und Geschäftsführung. Vielmehr beteiligten sich die Aufsichtsräte, hier vor allem Wilhelm Finck als Vorsitzender und Pemsel als sein Stellvertreter, in einem ungewöhnlichen Umfang am Tagesgeschäft. Maßgebliche Impulse für die Entwicklung der Münchener Rückversicherung gingen von Pemsel auch im Fall der Gründung des Foreign Office in London 1890 und seiner Besetzung mit Carl Schreiner aus sowie der 1909 erfolgten Berufung von Pemsels Sozius Wilhelm Kißkalt in den Vorstand.
Weniger erfolgreich war Pemsels Engagement in der Allgemeinen Gesellschaft für Dieselmotoren AG (im Folgenden AGD). Die AGD wollte ab 1898, dem Jahr der Gründung, Rudolf Diesels Patente und Lizenzen an seinem Motor, die er bereits in größerem Umfang, international gestreut, an Unternehmen und Einzelpersonen vergeben hatte, wirtschaftlich verwerten. Zu dem Zeitpunkt glaubten die Gründer, dass die seit 1892 vor allem mit Hilfe der Maschinenfabrik Augsburg AG, aber in gewissem Umfang auch der Friedrich Krupp AG vorangetriebene Weiterentwicklung des Dieselschen Motors bis zur Fertigungs- und Auslieferungsreife gediehen sei. 1897 hatte man Diesel auf der Jahrestagung des Vereins Deutscher Ingenieure in Kassel für seine Erfindung gefeiert, Andererseits stellten sich schwere technische Rückschläge ein, und die Lizenznehmer bestanden auf Nachbesserungen.
Hinzu kamen anhaltende Prozesse um sein Patent. Diesel war nervlich und körperlich den Anforderungen, die besonders 1898 über ihn hereinbrachen, nicht mehr gewachsen, wollte seine Familie finanziell abgesichert sehen und seine Kräfte lieber ausschließlich seinen Entwicklungsarbeiten widmen. Daran hinderte ihn jedoch ein vom Herbst 1898 bis zum Frühsommer 1899 anhaltender körperlicher und psychischer Zusammenbruch, dessen Folgen er nur langsam überwand. Darüber hinaus war nicht gesichert, dass die von Lizenznehmern und von Diesel selbst erreichten Verbesserungen des Motors tatsächlich, wie vorgesehen, zentral gebündelt und allen Lizenznehmern in gleicher Weise zur Verfügung gestellt werden könnten. Das und die stark auseinander strebenden Interessen der Gründer behinderten die Entwicklung der AGD von Beginn an: Einige, so z. B. Pemsel, erhofften sich ausschließlich und kurzfristig eine hohe Rendite aus ihrer Kapitaleinlage; andere, besonders die beteiligten Maschinenbau-Unternehmen, setzten eher auf die langfristigen technischen Nutzungsmöglichkeiten der Innovation; Diesel wiederum wollte einerseits entlastet werden, ohne andererseits auf die finanziellen Erträge aus der Verwertung seiner Erfindungen und deren Weiterentwicklung verzichten zu müssen.
Die AGD wurde mit einem Grundkapital von 3,5 Mio. M., bestehend aus 1,5 Mio. M. Prioritätsaktien und 2 Mio. Stammaktien, am 17. September 1898 gegründet. Erst wenige Monate zuvor war die Idee dazu entstanden. Bei Gründung zeichneten das Bankhaus Merck Finck & Co sowie die Bank für Handel und Industrie, Darmstadt u. Berlin, vertreten durch ihren Direktor Kaempf, je 1 Mio. Stammaktien, die anschließend im Oktober Rudolf Diesel übernahm. Die so schnell wie möglich zurückzuzahlenden und mit 5 % zu verzinsenden Prioritätsaktien verteilten sich wie folgt: Rudolf Diesel 250.000 M., Maschinenfabrik Augsburg AG 100.000 M., Heinrich v. Buz (Direktor der Maschinenfabrik, hier für sich privat) 200.000 M., Friedrich Krupp AG 200.000 M., Merck Finck & Co 275.000 M., das Augsburger Bankhaus P. C. Bonnet 100.000 M., Bank für Handel und Industrie 325.000 M., Berthold Bing 150.000 M., Martin Eduard Arendt (Rentier in München) 80.000 M., Hermann Pemsel 70.000 M. Den bei weitem größten Teil der Prioritätsaktien, des also von außen eingebrachten Kapitals, zeichneten demnach die Bankhäuser, wobei erneut die enge, seinerzeit durch Cramer-Klett gestiftete Kooperation zwischen der Darmstädter Bank und ihrer ehemaligen, zu diesem Zeitpunkt erstmals völlig eigenständigen Kommandite Merck Finck & Co auffällt.
Wie bei der Münchener Rückversicherung waren alle Gründer im ersten Aufsichtsrat vertreten. Heinrich von Buz wurde zum Vorsitzenden gewählt, Pemsel sowie der Krupp-Direktor Klüpfel zu Stellvertretern. Allerdings ergaben sich aufgrund der unterschiedlichen Interessenlagen und der schwierigen Persönlichkeit Diesels immer wieder ernsthafte Auseinandersetzungen zwischen Diesel und dem Aufsichtsrat, gelegentlich aber auch zwischen den verschiedenen Aufsichtsratsmitgliedern. Zugleich waren die finanziellen Erträge keineswegs so überzeugend, wie die Gründer gehofft hatten. Das bewegte Pemsel gegen Ende des Jahres 1902 aus dem Aufsichtsrat des Unternehmens auszuscheiden, nachdem er schon zuvor seine Anteile verkauft hatte. Bei dieser Gelegenheit machte Pemsel den Kollegen im Aufsichtsrat, mit denen er freundschaftlich verbunden war, sein Unbehagen über Diesel und dessen Verhalten deutlich. Dieser sei der Hauptprofiteur aller weiteren Entwicklungen, während das eigentliche Verdienst um die Entwicklung des Dieselmotors zur Einsatzreife doch eher Buz und der Maschinenfabrik Augsburg bzw. der MAN gebühre. Die Dynamik des Unternehmens ließ weiterhin zu wünschen übrig; deshalb wurde die Allgemeine Gesellschaft für Dieselmotoren 1911 liquidiert. Bis sich dauerhafte finanzielle Erfolge mit der Verwertung des Dieselmotors einstellten, dauerte es etwa eine Generation.
Pemsel verfasste juristische Monographien und Aufsätze in Fachzeitschriften. 1867 übersetzte er das Buch des führenden französischen Liberalen und Experten für Internationales Recht Edouard Laboulaye, „Paris in Amerika“ aus dem Französischen sowie 1898 das von Ascanio Condivi 1553 dargestellte Leben seines Meisters Michelangelo aus dem Italienischen.
Sein Nachlass befindet sich in der Bayerischen Staatsbibliothek, Handschriftenabteilung, Sign. Ana 586.

## Publikationen
- Die Fassung des Bucheides. Ein Beitrag zur Geschichte des Civilprocesses in Deutschland seit der Mitte des XVI. Jahrhunderts. Erlangen 1866.
- Lefebure, R. (Pseudonym für Edouard Laboulaye): Paris in Amerika. Übersetzt und herausgegeben von H. Pemsel, 1. Auflage. Erlangen 1867, 2. Auflage. Erlangen 1868.
- Die deutsche Civilprozeßordnung und deren Nebengesetze in Bayern (Subhastationsordnung und Ausführungsgesetz). Erlangen 1879.
- Das Leben Michelangelos, beschrieben von seinem Schüler Ascanio Condivi. Aus dem Italienischen übersetzt und erläutert von Hermann Pemsel. München 1898